# 하야시 조지
하야시 조지(일본어: 林 譲治, 1889년 3월 24일~1960년 4월 5일)는 11선 중의원 의원을 지낸 일본의 정치인이다.

## 생애
1889년 3월 24일에 고치현 하타군 스쿠모촌(지금의 스쿠모시)에서 태어났다. 자유 민권 운동을 한 정치인 하야시 유조의 차남이며 전후에 내각총리대신을 지낸 요시다 시게루의 재종제다. 1918년에 교토 제국대학(지금의 교토 대학) 법과대학 독법과를 졸업한 뒤 미쓰비시에서 근무했다. 이후 정치인으로 변신해서 1923년에 스쿠모정장을, 1927년에 고치현의회 의원을 지냈다.
1930년에 총선에 입헌정우회 공천을 받고 출마해 당선됐다. 1931년에 이누카이 내각에서 문부상 하토야마 이치로의 비서관이 된 이후로 하토야마파에 속했고 나중엔 간부도 지냈다. 1939년에 정우회가 분열되자 하토야마와 함께 구하라 후사노스케의 정통파에 속했다. 1940년에 정우회가 소멸되자 대정익찬회를 비판하며 동교회에 소속됐으며 익찬 선거 때도 비추천으로 입후보했다. 하지만 낙선하고 말았다.
전후에 제1차 요시다 내각이 출범하자 내각서기관장에 취임하여 외교관 출신이라 내정과 정무에 약한 요시다를 오노 반보쿠와 함께 보좌했다. 이후 오노, 마스타니 슈지와 함께 요시다 내각의 당인파 고산케로 불리게 되었다. 제2차 요시다 내각과 제3차 요시다 내각에서 부총리 겸 후생상을 지냈고 제3차 요시다 내각 (제1차 개조) 때는 부총리 겸 무임소대신을 역임했다. 하야시가 요시다 내각에서 요직에 오르자 요시다의 아버지가 하야시와 같은 스쿠모 출신인 것에서 기원해 세간에선 요시다 내각을 스쿠모 내각이라 부르기도 했다.
1951년에 일본 중의원 의장에 취임해 1년 5개월 가까이 재임했다. 1952년에 요시다가 갑작스럽게 측근인 후쿠나가 겐지를 간사장으로 지명하자 반대파가 거세게 저항했다. 결국 요시다는 타협으로 의장에서 물러난 하야시를 간사장으로 기용했다.
1960년 4월 5일에 암으로 사망했다. 향년 71세. 사후에 종2위에 추서됐다.
장남인 하야시 유는 3선 참의원 의원을 지냈으며 차남인 하야시 사스가는 스쿠모시장을 지냈다. 하지만 병약했던 차남은 시장 재임 중에 사망했다. 장녀는 훗날 초선 중의원 의원과 4선 참의원 의원을 지내는 이스루기 미치유키에게 시집갔다. 종제 이와무라 미치요는 전시에 사법상을 지냈다가 전후에 A급 전범이 되어 체포되었다가 석방되었다.

## 역대 선거 기록
|  | 0% |

|  | 0% |

|  | 0% |

|  | 0% |

|  | 0% |

|  | 0% |

|  | 14.9% |

|  | 13.9% |

|  | 17% |

|  | 17.3% |

|  | 10.3% |

|  | 16.5% |

| 전임 나라하시 와타루 | 제55대 내각서기관장 1946년 5월 29일~1947년 5월 2일 | 후임 (폐지) |

| 전임 (신설) | 초대 내각관방장관 1947년 5월 3일~1947년 5월 24일 | 후임 니시오 스에히로 |

| 전임 다케다 기이치 | 제17·18대 후생대신 1948년 10월 19일~1950년 6월 28일 | 후임 구로카와 다케오 |

| 전임 시데하라 기주로 | 제41대 중의원 의장 1951년 3월 13일~1952년 8월 1일 | 후임 오노 반보쿠 |